# ドミトリー・フォーミン
ドミトリー・アレクサンドロヴィチ・フォーミン（ロシア語: Дмитрий Александрович Фомин、1968年1月21日 - ）は、ウクライナ・セヴァストポリ出身のロシアの男子バレーボール選手。元ロシア代表。現在CSKAモスクワ代表。

## 来歴
クリミア半島のセヴァストポリでロシア人の父とウクライナ人の母から生まれ、5歳の時にロシア移住。8歳の頃からバレーを始める。1989年、21歳でナショナルチーム入りし、日ソ対抗でデビューした。
1991年ワールドカップでは、当初のキャプテンがイタリアリーグ参加の為に来日せず、急遽フォーミンが22歳の若さで代理キャプテンを務めることになった。この大会でフォーミンは優れた活躍をみせ、最優秀選手賞、ベストスパイカー賞、ベスト6賞を受賞した。
1997年に一度ナショナルチームを引退し、プロリーグに専念したが、1998年に復帰。しかし1999年以降はナショナルチームに参加していない。2002-2003年シーズンに東レ・アローズ に移籍をしたが、怪我のため試合に出場することはあまりなかった。
速攻からバックアタックまで何でもこなす幅広い攻撃力は『七色のスパイク』などと称された。甘いマスクで日本でも人気の高い選手であった。
2006年に現役引退。CSKAモスクワの代表に就任した。

## 球歴
ナショナルチーム代表歴
- オリンピック - 1992年（7位）、1996年（4位）
- 世界選手権 - 1990年（銅メダル）、1998年（5位）
- ワールドカップ - 1989年（銅メダル）、1991年（金メダル）
- ワールドリーグ - 1992年（6位）、1993年（準優勝）、1994年（6位）、1995年（4位）
- 欧州選手権 - 1991年（優勝）、1995年（5位）

クラブチーム優勝歴
- セリエA1 - 1998年、1999年、2001年
- コッパ・イタリア - 2000年
- 欧州チャンピオンズリーグ - 1993年、1994年

## 獲得タイトル
- 1991年 - ワールドカップ　最優秀選手賞、ベストスパイカー賞、ベスト6賞
- 1993年 - ワールドリーグ　ベストスパイカー賞、ベストサーバー賞
- 1994年 - 日露対抗　最優秀選手賞
- 1995年 - ワールドリーグ　最優秀選手賞、ベストスコアラー賞

## 所属クラブ
- ロコモティフ・キエフ （1986-1989年）
- CSKAモスクワ （1989-1992年）
- ポルト・ラヴェンナ・バレー （1992-1996年）
- シスレー・トレヴィーゾ （1996-2002年）
- 東レ・アローズ  （2002-2003年）
- ディナモ・カザン （2003-2006年）